# تپه تاسور جان ۲
تپه تاسور جان ۲ مربوط به عصر آهن - دوره هخامنشی است و در شهرستان کرمانشاه، بخش مرکز ی، دهستان میان دربند، ۱/۳ کیلومتری جنوب شرقی روستای تاسورجان، ۵۰۰ متری شمال غرب روستای میان کوه واقع شده و این اثر در تاریخ ۱۵ دی ۱۳۸۷ با شمارهٔ ثبت ۲۴۱۰۴ به‌عنوان یکی از آثار ملی ایران به ثبت رسیده است.